# Стойчо Стоев
Стойчо Захариев Стоев е бивш български футболист, нападател и настоящ треньор. Роден е в Разград, но е израснал в София в квартал Надежда, където открива любовта към футбола и започва да тренира в школата на Локомотив София. Женен за Цветанка Стоева, бивша баскетболистка на Локомотив София. Имат две деца - Ивайло и Стефани.

## Биография
Играл е за Локомотив София (1980 – 1989) и Пансерайкос (Сяр, Гърция) (1989 – 1992). Има 196 мача и 59 гола в А група. Носител на купата на страната през 1982 г. Има 2 мача за А националния отбор.
За Локомотив има 8 мача и 1 гол в евротурнирите (2 мача за КНК и 6 мача с 1 гол за купата на УЕФА). През 1992 г. се контузва тежко в кръста и се оказва, че трябва да спре с кариерата си на футболист. През 1993 г. се обучава в частен колеж в Банкя. Година по-късно води юношеският тим на „Локомотив“, а през 1998 помага на Христо Бонев в работата му на стадиона в „Надежда“.
През 2000 г. е треньор на юношеския национален отбор на България. Водил е и отборите на Академик Свищов, Хасково, Чавдар Етрополе, Спортист Своге, Миньор Перник и Монтана.
От юли 2013 до юли 2014 г. е старши треньор на Лудогорец Разград. В този период печели шампионска титла и купа на България. Също така достига исторически за клуба 1/8 финал в Лига Европа, отстранявайки отборите на Слован Братислава, Партизан Белград, ПСВ Айндховен, Динамо Загреб, Черноморец Одеса и Лацио. Въпреки успехите по неясни причини е освободен от поста си.
На 22 декември 2014 г. е назначен на поста старши треньор на Левски София. Достига до финал за Купата на България и класира отбора на второ място, което осигурява участие в квалификациите за Лига Европа.
От 28 август 2018 г. е назначен на поста старши треньор на Арда (Кърджали). Отборът зимува на трето място през шампионатната пауза.
На 6 март 2019 г. отново застава начело на Лудогорец Разград. Успява да спечели шампионат, както а и Суперкупа на България в мач срещу Локомотив Пловдив с резултат 2:0. Извежда отбора до квалификации за Шампионска лига, в които отпада от отбора на Ференцварош. Успява да класира Лудогорец Разград до плейофи за влизане в групите на Лига Европа сезон 2019/2020.
На 25 август 2019 г. е освободен от поста старши треньор веднага след мача със Славия (София) завършил 0:0.

## Успехи

### Като състезател
Локомотив (София)
- Купа на Съветската армия (1): 1982

### Като треньор
- ПФК Лудогорец 1945 (Разград)
- Шампион (2): А футболна група 2013 – 14, 2018 – 19
- Купа на България (1): 2013 – 14
- Суперкупа на България (1): 2018 – 19
- ПФК Левски (София) - финалист в турнира за Купата на България през 2014-15.

#### Индивидуални награди
- Треньор № 1 по футбол на България за 2013 г.
- Най-добър треньор през сезон 2013/14 в анкетата на Асоциацията на българските футболисти